# Pardosa stellata
Pardosa stellata là một loài nhện trong họ Lycosidae.
Loài này thuộc chi Pardosa. Pardosa stellata được Octavius Pickard-Cambridge miêu tả năm 1885.